# Combretum oliviforme
Combretum oliviforme är en tvåhjärtbladig växtart som beskrevs av A.C. Chao. Combretum oliviforme ingår i släktet Combretum och familjen Combretaceae. Inga underarter finns listade i Catalogue of Life.